# Mufidah Abdul Rahman
Mufidah Abdul Rahman (20 de enero de 1914 - 3 de septiembre de 2002), abogada egipcia. Fue una de las primeras abogadas de Egipto. Entre sus principales logros también están el ser la primera abogada en llevar casos ante el Tribunal de Casación en Egipto. La primera mujer en ejercer la abogacía en El Cairo (Egipto). La primera mujer en presentar un caso ante un tribunal militar en Egipto y la primera mujer en presentar casos ante tribunales en el sur de Egipto.

## Nacimiento
Mufidah Abdul Rahman nació el 20 de enero de 1914 en Al-Darb al-Ahmar en El Cairo. Su padre, Abdul Rahman Muhammad, era impresor famoso por la bella caligrafía. Por eso, escribió el Coránpor sí mismo 19 veces. Mufidah tenía cuatro hermanos. Tanto su padre como su esposo, el escritor islámico MuhammadAbdul Latif, con el quien se casó en 1933 antes de cumplir 20 años, le incitaron a que continuara sus estudios universitarios de Derecho.

## Educación
Entró un internado para niñas cuando tenía cinco años y las supervisoras de la escuela eran británicas lo que le ayudó a aprender el sistema y el arreglo estricto. Quería estudiar la medicina pero se casó con Muhammad Abdul latif y se quedó en casa hasta que tuvo su primer hijo y porque su marido tenía pasión por aprender. Le ofreció que vuelva al estudio y le propuso estudiar el Derecho y ella aceptó e ingresó a la Universidad del Rey Fou’ad I (hoy, Universidad de El Cairo) y obtuvo la licenciatura en derecho en 1939.
Sobre el papel de su esposo en animarla para alistarse en la facultad de Derecho. Mufidah contó que al presentar sus papeles a la universidad el decano había rechazado su matrícula por ser una mujer casada y con hijos. Sin embargo su marido insistió en que su esposa siguiera sus estudios. La apoyó y logró convencer al decano quien estaba sorprendido por la insistencia del marido. Así Mufidah fue la primera mujer casada que estudiaba Derecho en Egipto en 1935, Más tarde se convirtió en la primera madre en graduarse en esta universidad, con cinco hijos.

## Trabajo
Trabajó en el gobierno por un salario de nueve libras. Luego, Comenzó su trabajo de abogada en noviembre de 1939. Alcanzó gran fama después del primer caso que llevó y defendió. Fue un caso de “homicidio involuntario“ que pudo ganary su cliente fue absuelto. Por esa fama, iba al juzgado, aún cuando estaba embarazada. Fue elegida para defender a Doria Shafik ante la corte. Esto fue en lo que respecta a cómo, en febrero de 1951, Shafik logró reunir en secreto a 1500 mujeres de los dos principales grupos feministas de Egipto (Bint Al-Nil y la Unión Feminista de Egipto), y organizar una marcha de personas que interrumpió el parlamento por cuatro horas después de que se reunieron allí con una serie de demandas relacionadas principalmente con los derechos socioeconómicos de las mujeres. Cuando el caso fue a juicio, muchos simpatizantes de Bint al-Nil asistieron a la sala del tribunal, y el juez aplazó la audiencia indefinidamente.
También en la década de 1950, se desempeñó como abogada defensora en famosos juicios políticos sobre un grupo acusado de conspirar contra el estado.
En 1959, se convirtió en miembro del Parlamento por los distritos de Ghouriya y Ezbekiya (ambos de El Cairo). Fue diputada activa durante diecisiete años seguidos. 
Fue la única mujer que formó parte del trabajo del Comité para la modificación de las leyes de estatus para los musulmanes que comenzó en la década de 1960.
Presidió la Federación Internacional de Abogadas en El Cairo después de sus esfuerzos en los tribunales militares como la primera mujer en este campo.
Trató con las Naciones Unidas en cuestiones relacionadas con la mujer y la planificación familiar. Estableció después muchas oficinas de orientación familiar y unos alojamientos estudiantiles.
Fue miembro de la junta del Al-Gomhouriya Bank, el Colegio de Abogados, el Consejo de Sindicatos Universitarios, la Conferencia Nacional de la Unión Socialista, la Unión Nacional y el Consejo de la Autoridad Postal. También cofundó la Sociedad de Mujeres del Islam, y se desempeñó como presidenta durante varios años.  
Se retiró cuando tenía 80 años.
Debido a su gran éxito en la abogacía y en el parlamento junto con su creación a 9 hijos, Mufidah Abdul Rahman fue denominada “La mujer trabajadora ideal”.
Google el buscador de internet más grande y más popular celebró en enero de 2020 su 107° aniversario.

## Vida personal
Era madre de nueve hijos, Siete hijos y dos hijas, y tenía un matrimonio polígamo. que duró más de 70 años.